# 2009 en science
| Années de la science : 2006 - 2007 - 2008 - 2009 - 2010 - 2011 - 2012    |
| Décennies de la science : 1970 - 1980 - 1990 - 2000 - 2010 - 2020 - 2030 |

Cet article présente les faits marquants de l'année 2009 en science.

## Évènements

### Astronomie
2009 a été déclarée Année mondiale de l'astronomie par l'UNESCO, pour célébrer les 400 ans de la première utilisation d'une lunette astronomique par Galilée.

### Biologie
- Janvier : Selon une étude américaine, les manchots empereurs, popularisés par le film La marche de l'empereur en 2005, risquent l'extinction d'ici la fin du siècle, du moins dans certains de leurs habitats, en raison du réchauffement de la planète, si le changement climatique continue de faire fondre les glaces dans l'Antarctique au rythme prévu dans le dernier rapport du Groupe d'experts intergouvernemental sur l'évolution du climat (GIEC). Selon les différents modèles mathématiques utilisés, il y a au moins 40 % de probabilités que cette population connaisse une diminution drastique d'au moins 95 %, ce qui les mettraient en grand danger d'extinction[1].
- 8 avril , Émirats arabes unis : naissance du premier dromadaire cloné au Centre de reproduction des camélidés à Dubaï[2].
- 24 avril : publication du génome de la vache (Bos taurus)[3].
  - Selon une équipe allemande qui a observé pendant près de deux ans un groupe de chimpanzés dans le parc national de Taï en Côte d'Ivoire, et ont été témoins de 262 accouplements sur cette période, « les chimpanzés sauvages femelles copulent plus fréquemment avec les mâles qui […] partagent leur viande avec elles ».
- 6 novembre : publication du génome du cheval (Equus caballus)[4].

### Chimie
- juin 2009 :
  - Découverte en Russie d'un quasi-cristal d'icosahédrite d'origine non-anthropique[5].

### Physique
Janvier 2009
- Selon l'organisation écologiste Greenpeace, le nouveau réacteur nucléaire de troisième génération EPR, générerait « des déchets sept fois plus radioactifs » que les réacteurs classiques. Areva et EDF « prétendent que l'EPR va produire moins de déchets, mais personne ne précise pas qu'ils seront sept fois plus radioactifs que ceux générés par les réacteurs classiques ».

Mars 2009
- États-Unis, Livermore : le 10 mars 2009, à 15 heures, une équipe de scientifiques du National Ignition Facility ont réussi à reproduire l'énergie de la fusion nucléaire grâce à 192 lasers.

Juin 2009
- Le réacteur expérimental de fusion ITER, un projet mondial en construction à Cadarache (France), commencera à fonctionner en 2018 (premier plasma) mais ne sera pleinement opérationnel que 8 ans plus tard, en 2026 avec un début début de l'exploitation en deutérium-tritium (hydrogène stable - radioactif). Selon le quotidien économique français Les Échos, le coût de construction du réacteur de fusion atteindrait 10 milliards d'euros, au lieu des 5 milliards prévus initialement. Une somme à laquelle s'ajouteront 5 milliards d'euros pour le fonctionnement.

Octobre 2009
- Redémarrage du LHC depuis l'incident du 19 septembre 2009.

## Prix
- Prix Nobel :

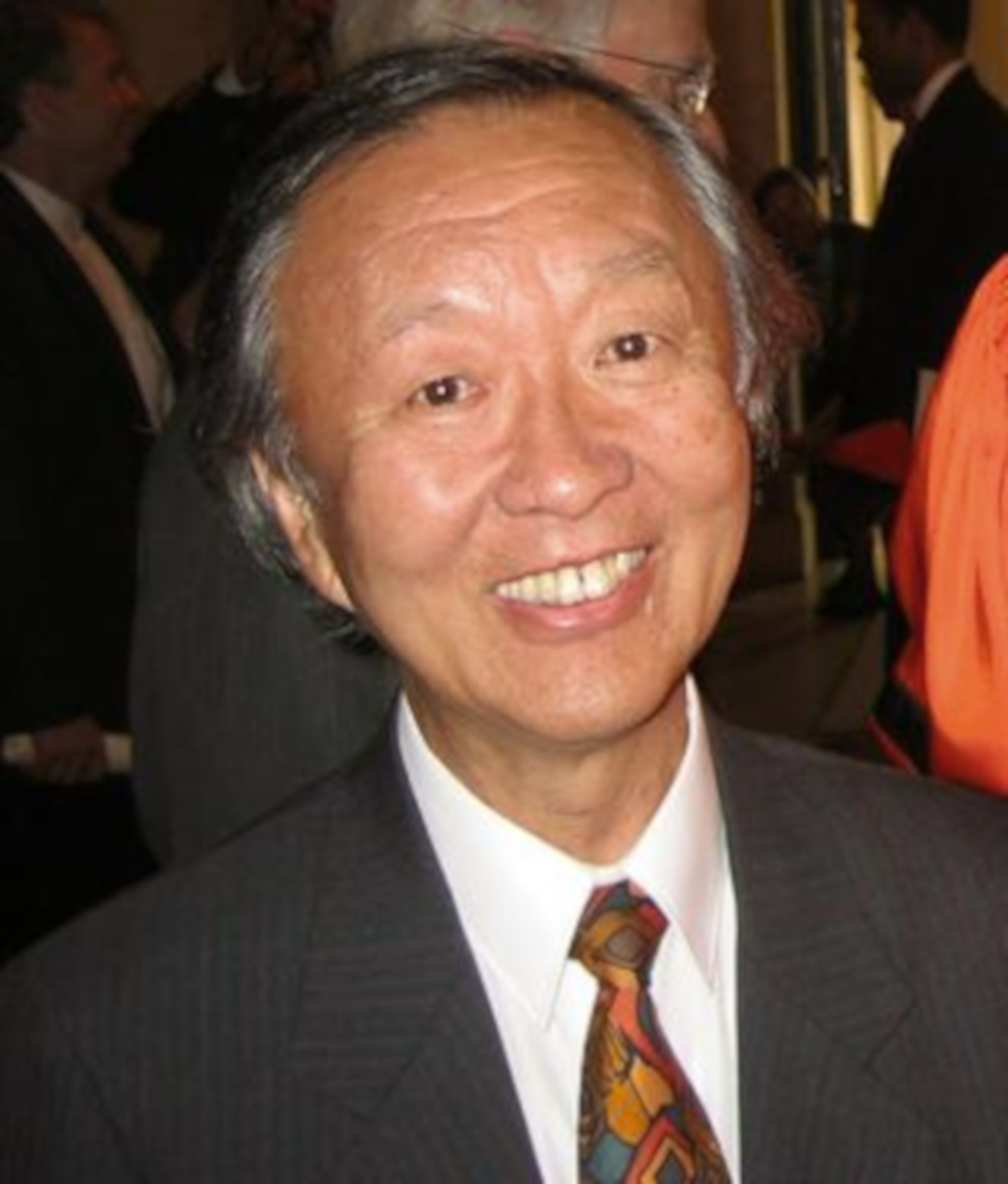
Charles Kao

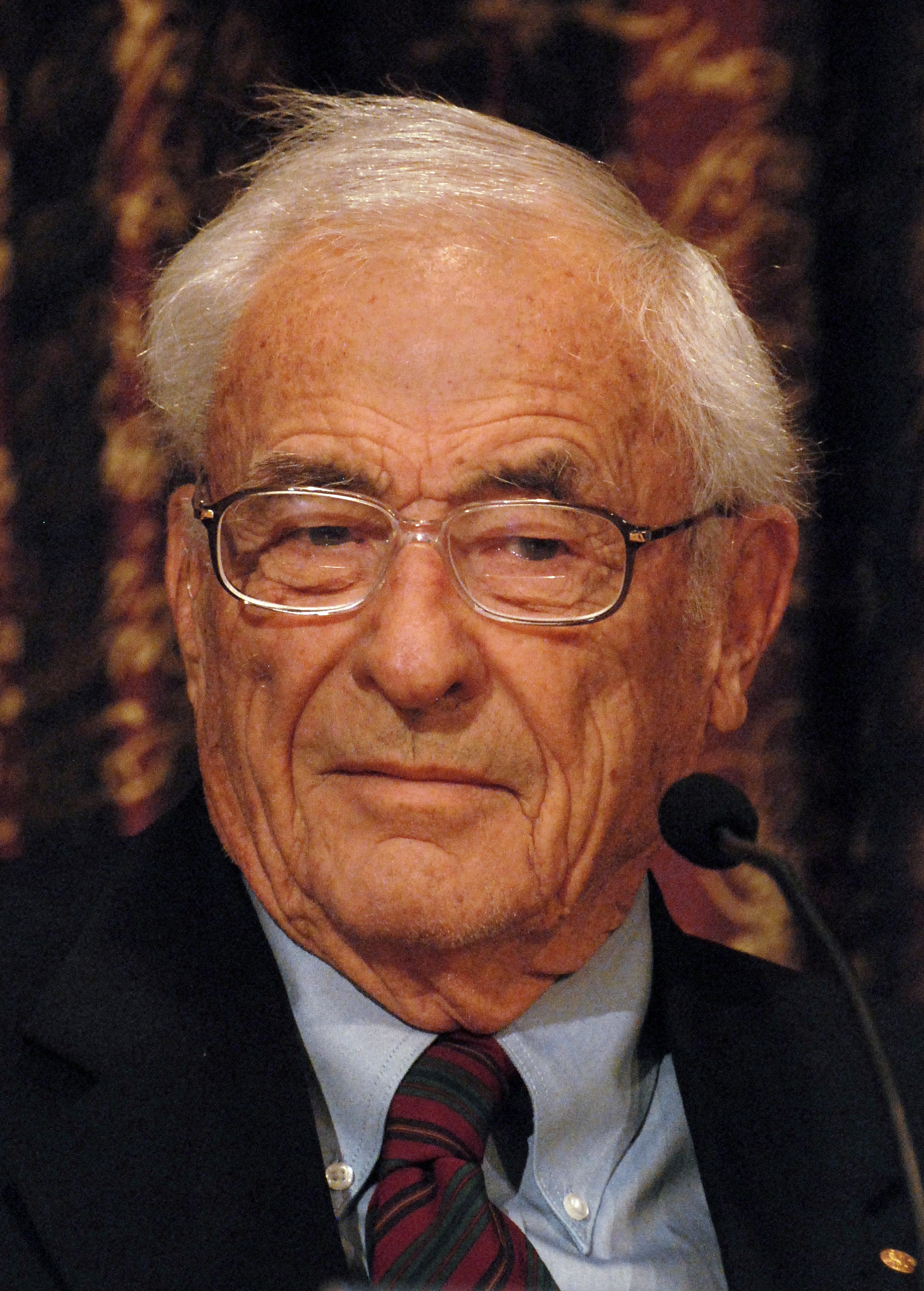
Willard Boyle

  - Prix Nobel de physiologie ou médecine attribué à Elizabeth Blackburn, Carol Greider et Jack Szostak
  - Prix Nobel de physique attribué à Charles Kao, Willard Boyle et George E. Smith
  - Prix Nobel de chimie attribué à Venkatraman Ramakrishnan, Thomas Steitz, Ada Yonath
- Prix Lasker
  - Prix Albert-Lasker pour la recherche médicale fondamentale : John Gurdon, Shinya Yamanaka
  - Prix Albert-Lasker pour la recherche médicale clinique : Brian Druker, Nicholas Lydon, Charles Sawyers
- Médailles de la Royal Society
  - Médaille Copley : Martin Evans
  - Médaille Davy : Jeremy Sanders (en)
  - Médaille royale : C. N. R. Rao, Ronald Laskey, Chris Dobson
  - Médaille Sylvester : John M. Ball
- Médailles de la Geological Society of London
  - Médaille Lyell : Nick McCave
  - Médaille Murchison : David Kohlstedt (de)
  - Médaille Wollaston : Paul F. Hoffman
- Prix Jules-Janssen (astronomie) : Catherine Cesarsky
- Prix Templeton : Bernard d'Espagnat
- Prix Turing en informatique : Charles P. Thacker
- Médaille Bruce (Astronomie) : Frank Shu
- Médaille Linnéenne : Peter Shaw Ashton et Michael Akam
- Médaille d'or du CNRS : Serge Haroche
- Grand Prix de l'Inserm : Yehezkel Ben-Ari

## Décès

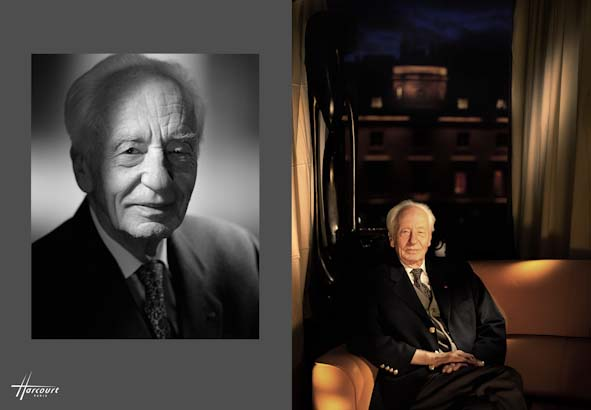
Jean Dausset

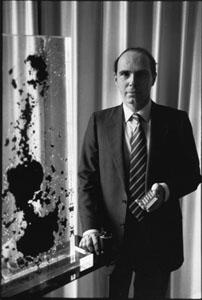
Bruno Lussato

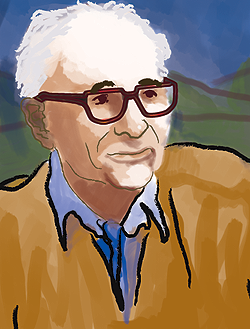
Claude Lévi-Strauss

- 8 janvier : Henri Andrillat (né en 1925), astronome français.
- 21 janvier : Charles W. Juels (né en 1944), astronome amateur américain.
- 25 janvier : Eleanor Francis Helin (née en 1932), astronome américaine.
- 29 janvier : Tom van Flandern (né en 1940), astronome américain.
- 30 janvier : Bernard Arcand (né en 1945), anthropologue québécois.

- 11 février : Willem Johan Kolff (né en 1911), médecin américain d'origine néerlandaise, inventeur de l'hémodialyse, pionnier dans le développement des organes artificiels.
- 23 février : Marie Boas Hall (née en 1919), historienne des sciences britannique.
- 26 février : 
  - Paul Germain (né en 1920), scientifique et universitaire français.
  - Jean-Yves Jaffray (né en 1939), mathématicien et économiste français.
- 27 février : Charalambos D. Aliprantis (né en 1946), économiste et mathématicien gréco-américain.

- 5 avril : Irving John Good (né en 1916), statisticien britannique.
- 23 avril : Felipe Solís (né en 1944), archéologue mexicain.
- 25 avril : Piotr Slonimski (né en 1922), médecin, biologiste, et généticien français d'origine polonaise.

- 4 mai : Edward Stewart Kennedy (né en 1912), mathématicien et historien des sciences américain.
- 19 mai : Robert Furchgott (né en 1916), biochimiste et pharmacologue américain, prix Nobel de physiologie ou médecine en 1998.
- 25 mai : Ivan Van Sertima (né en 1935), historien, linguiste et anthropologue britannique.
- 3 juin : Peter J. Landin (né en 1930), informaticien britannique.
- 6 juin : Jean Dausset (né en 1916), immunologue français, prix Nobel de physiologie ou médecine en 1980.
- 11 juin : Frank James Low (né en 1933), physicien des solides et astronome américain.
- 19 juin : Ron Crocombe (né en 1929), ethnologue néo-zélandais.

- 1er juillet : Jean Yoyotte (né en 1927), égyptologue français.
- 8 août : Émile Papiernik (né en 1936), médecin français, spécialiste de l'obstétrique.
- 11 août : René P Moreau (né en 1921), colonel de Gendarmerie, scientifique et informaticien français.
- 12 août : Imre Simon (né en 1943), informaticien brésilien.
- 8 septembre : Aage Niels Bohr (né en 1922), physicien danois, prix Nobel de physique en 1975.Norman Borlaug (né en 1914), agronome américain.
- 30 septembre :
  - Bruno Lussato (né en 1932), informaticien et enseignant français.
  - Pavel Popovitch (né en 1930), cosmonaute soviétique.

- 12 octobre :
  - Bruno Beger (né en 1911), anthropologue et ethnologue allemand.
  - Frederick Rowbottom (né en 1938), logicien et mathématicien anglais.
- 14 octobre : Francis Muguet (né en 1955), informaticien français.
- 30 octobre : Claude Lévi-Strauss (né en 1908), anthropologue et ethnologue français.

- 2 novembre : Amir Pnueli (né en 1941), informaticien israélien.
- 8 novembre : Vitaly Ginzburg (né en 1916), physicien, prix Nobel de physique en 2003 pour ses travaux sur les supraconducteurs et sur les superfluides.
- 13 novembre : Dell Hymes (né en 1927), anthropologue américain.
- 21 novembre : Konstantin Feoktistov (né en 1926), ingénieur et cosmonaute soviétique.

- 6 décembre : Albert Tarantola (né en 1949), géophysicien français.
- 7 décembre : Ray Solomonoff (né en 1926), informaticien et chercheur américain.
- 16 décembre : Thomas Garnet Henry James (né en 1923), égyptologue britannique.
- 21 décembre : Edwin G. Krebs (né en 1918), biochimiste américain, prix Nobel de physiologie ou médecine en 1992.